# Етельвульф (король Вессексу)
Етельвульф (давн-англ. Ethelwulf, Æþelwulf; 795 — 13 січня 858) — король Кенту у 825—839 роках, Вессексу в 839—856 роках, король Східного Вессексу у 856—858 роках.

## Життєпис

### Король Кенту
Походив з Вессекської династії. Був старшим сином Егберта, короля Вессексу, та Редбурги. Народився у 795 році. Батько готував його для церковної кар'єри, а тому віддав на виховання священників. Етельвульф виріс слабким, побожним, погано пристосованим до управління державою, в той час, як обставини вимагали від нього рішучих дій. Перша письмова згадка про Етельвульфа припадає на 825 рік.
У 829 році разом з Вулфхердом, елдорменом Гемпшира, та Елстаном, єпископом Шерборну, очолив військо проти Балдреда, короля Кенту. Того було повалено. Новим королем став Етельвульф. Тут він набув необхідного політичного, управлінського та військового досвіду. 830 року оженився на доньці Ослака Вайтського.
У 838 році на великих зборах у Кінстоні (Суррей) король Егберт оголосив Етельвульфа своїм спадкоємцем. Це рішення було освячено Кеолнотом, архієпископом Кентерберійським. На цьому соборі монастирі Кенту визнали Етельвульфа своїм паном. Той своєю чергою видав наказ, що після його смерті монастирі отримують право самостійно обирати своїх абатів.
Згодом Етельвульф вимушений був застосовувати заходи щодо оборони Кенту від нападів вікінгів, що почастішали на той час.

### Король Вессексу
У 839 році після смерті батька стає новим королем Вессексу. Натомість передав корону Кенту своєму синові Етельстану. Разом з тим влада останнього було обмежена — він не мав право видавати власні закони та грамоти. Зверхність над Кентом з боку Етельвульфа збереглася. При цьому став надавати більше переваг елдорменам у Кенті, обмежуючи можливості тамтешнім церквам. Разом з тим архієпископство Кентерберійське мало потужну підтримку Етельвульфа. У Вессексі король надав найбільшої прихильності Малмсберському монастиреві.
У зовнішній політиці намагався дотримуватися дружніх відносин з Мерсією та Франкською державою. Які підкріплював розвитком торговельних зв'язків. 839 року підтвердив передачу Лондона мерсійському королю Віглафу. У 841—842 роках спільно з іншим королем Мерсії організував оборону південно-східної Британії від нападу вікінгів. 843 року війська Вессексу зазнали поразки від данів біля Кархемптону (Сомерсет).
Після 844 року з невідомих причин стався конфлікт з Мерсією, внаслідок чого Етельвульф завдав поразки Беортвульфу, віднявши 846 або 849 року частину Беркширу. 848 року уніфікував карбування вессекської монети, яка карбувалася в Кентербері та Рочестері.
У 851 році потужний данський флот прибув до Британії. Вікінги спочатку сплюндрували Кент, потім захопили Лондон і Кентерберрі, потім завдали поразки Мерсії. Проти ворога рушив Етельвульф на чолі потужного війська. У битві при Аклеа (Суррей) король Вессексу завдав данам нищівної поразки.
У 852 році уклав союз з новим королем Мерсії Бургредом, за якого 853 року видав свою доньку. Того ж року спільно з Бургредом здійснив похід проти бриттського королівства Гвінед у Вельсі. Також переніс монетний двір з Кентербері до Рочестеру, поєднавши з тамтешнім.
У 853 році він відправив до Риму молодшого сина Альфреда, якого папа римський Лев IV помазав як короля Англії. 855 року після смерті першої дружини вирушив на прощу до Риму. Він прожив в Римі близько року, пожертвувавши собору Святого Петра багаті дари, наказавши щорічно направляти Риму 300 манкусів (монети, на кшталт золотих арабських динарів). На зворотному шляху Етельвульфа зупинився у короля франків Карла Лисого та 1 жовтня 856 року одружився з його донькою Юдит.
Останні роки правління Етельвульфа були ознаменовані чварами між ним і синами. Етельбальд, що правив країною під час паломництва Етельвульфа, був обурений фактом помазання Альфреда і повстав проти батька. Щоб не сперечатися з сином, Етельвульф у 856 році розділив королівство на дві частини, віддавши кращу, західну, Етельбальду, а собі залишивши східну.
Етельвульф помер у 858 році. Його було поховано в Стейнінгу, а пізніше його рештки було перенесено до Вінчестера. Володіння Етельвульфа в східній частині королівства успадкував його другий син Етельберт.

## Родина
1. Дружина — Осбурга, донька Ослава Вайтського
Діти:
- Етельбальд, король Вессексу 856—860 років
- Етельберт, король Вессексу 860—865 років
- Етельред, король Вессексу 865—871 років
- Етельстан, король Кенту у 839—851 роках
- Альфред, король Вессексу і англосаксів 871—899 років
- Етельсвіта (838—888), дружина Бургреда, короля Мерсії
- Юдит

2. Дружина — Юдит, донька Карла II, імператора Франкської держави
дітей не було